# 特莎·杜德尔
特莎·杜德尔（英語：Tessa Duder，1940年11月13日—），新西兰女子游泳运动员。她曾代表新西兰参加1958年大英帝国和英联邦运动会游泳比赛，获得女子110码蝶泳银牌。